# Bussum
Bussum est une ancienne commune néerlandaise, située en province d'Hollande-Septentrionale et depuis 2016 intégrée à la nouvelle municipalité de Gooise Meren.
Le village en région de Le Gooi est mentionné pour la première fois en 1306.

## Personnalités
- Paul Biegel (1925-2006), écrivain de littérature d'enfance et de jeunesse
- Ruud Hesp (1965), footballeur et entraîneur des gardiens
- Bob ten Hoope (1920-2014), peintre, dessinateur et graveur
- Charles de Lint (1951), écrivain canadien
- Tessa de Loo (1946), écrivaine
- Ernst Reijseger (1954), violoncelliste et compositeur
- Thekla Reuten (1975), actrice
- Huub Rothengatter (1954), pilote automobile
- Gina T (1960), chanteuse

## Liens externes

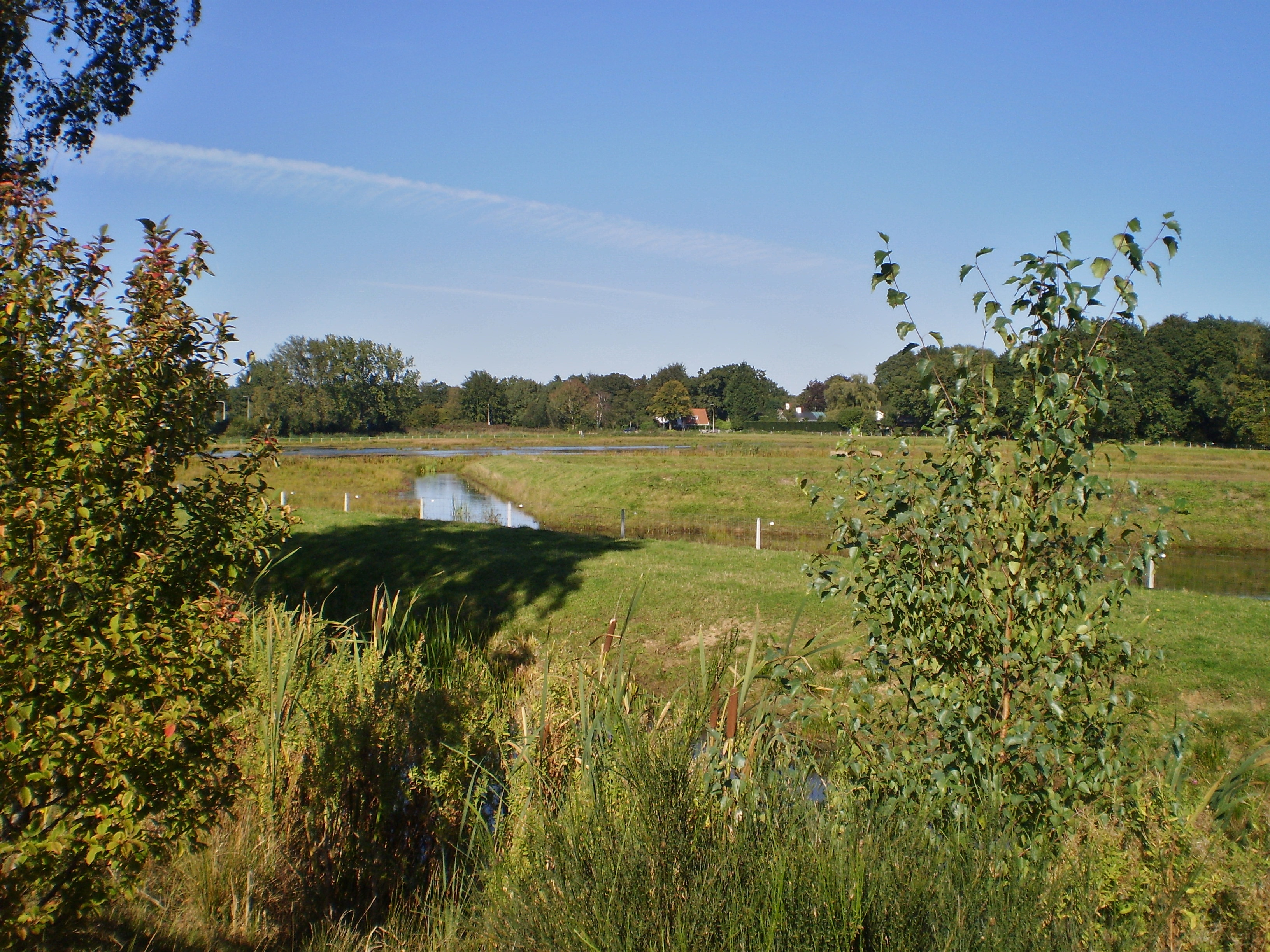
L'environnement de Bussum

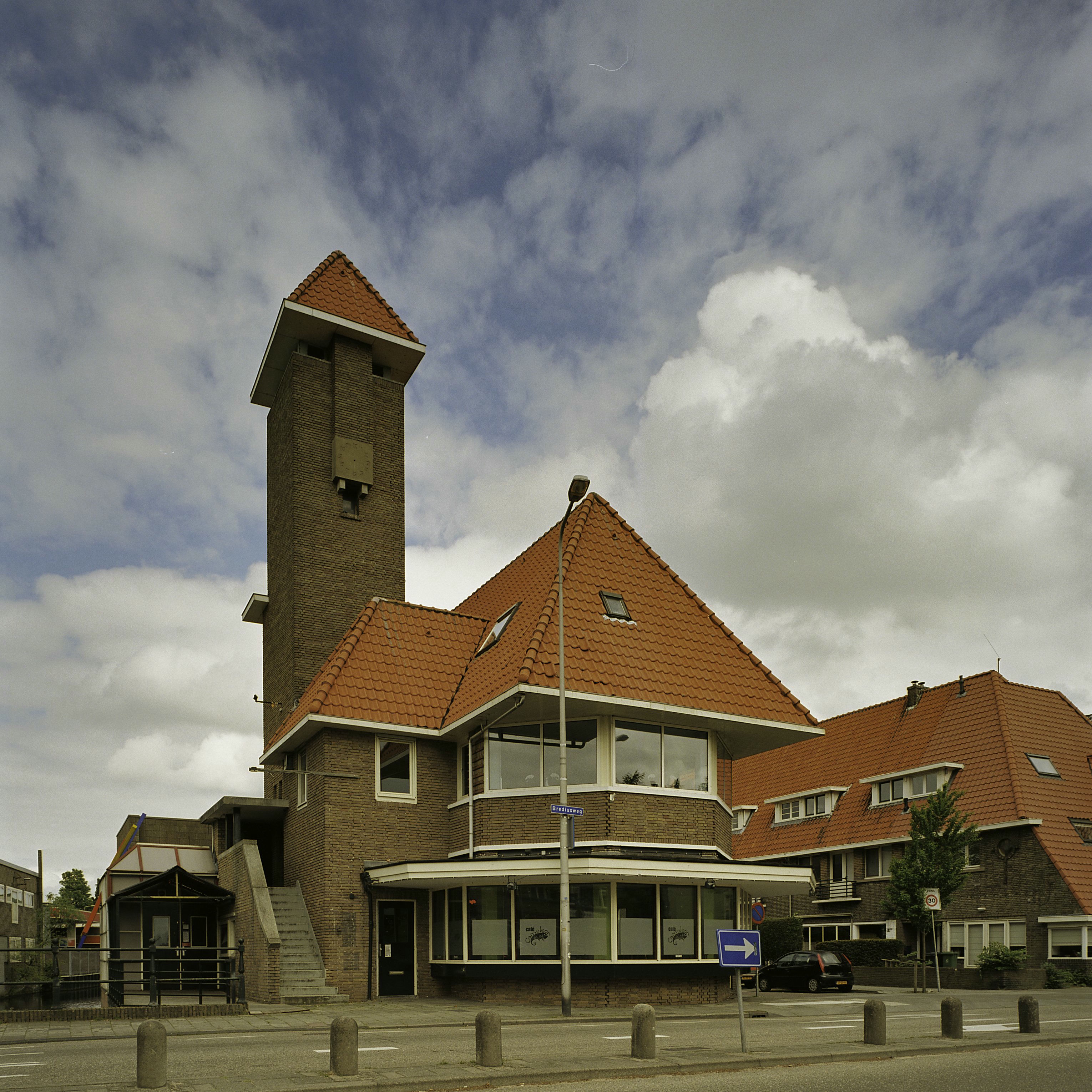
Le bureau de port